# Захаров, Александр Павлович
Александр Павлович Захаров (1905—1969) — начальник Управления НКВД по Молотовской области, генерал-майор (1945).

## Биография
Родился в августе 1905 года в Малой Вишере.
Образование: 4 класса гор. училища, Малая Вишера 1916; школа 1 ступени, Малая Вишера 1919; 3 класса школы 2 ступени, Малая Вишера 1929.
Трудовая деятельность: Конторщик уезд. ФО, Малая Вишера 05.20-11.20; чернорабочий ж.д., пильщик на лесозаготовках, там же 03.22-07.23; инспектор уоно, там же 07.23-11.24; секретарь укома МОПР там же 11.24-11.25; зав. отд-ем редакции газеты «Ленинградская правда», там же 11.25-03.26; Член ВКП(б) с 1926 года, информатор укома ВКП(б), там же 03.26-03.27.
В органах ОГПУ-НКВД-НКГБ-МВД: пом. уполн. Новгор. губ. отд. ГПУ, Малая Вишера 03.27-10.27; уполн. Новгор. окр. отд. ГПУ 10.27-01.29; уполн. ПП ОГПУ ЛВО, г. Детское Село 01.29-10.30; райуполн. ПП ОГПУ ЛВО, Ленинград 10.30-10.31; нач. Октябрьского райотд. ГПУ, Ленинград 10.31 −03.32; слушатель ЦШ ОГПУ СССР 03.32-05.32; нач. учеб. группы 5 дивизиона ЦШ ОГПУ СССР 05.32-12.32; оперуполн. СПО ПП ОГПУ ЛВО 12.32-04.33; зам. нач. по-литотд. МТС по работе ОГПУ, с. Мякса Ленингр. обл. 04.33-03.34; зам. нач. политотд, МТС по работе ОГПУ-НКВД, Детское Село 03.34-12.34; райуполн. НКВД по Моск. р-ну Ленинграда 12.34-19.06.36; нач. Петрогр. райотд-я НКВД Ленинграда 19.06.36-12.36; зам. нач. 12 отд-я 4 отд. УНКВД Ленингр. обл. 12.36-29.12.37; нач. 4 отд-я 4 отд. УНКВД Ленингр. обл. 29.12.37-31.07.38; нач. 6 отд. 1 упр. УНКВД Ленингр. обл. 31.07.38-15.01.39; нач. 4 ЭКО УНКВД Ленингр. обл. 15.01.39-08.02.39; нач. 3 ЭКО УНКВД Ленингр. обл. 08.02.39-03.41; нач. СПО УНКГБ Ленингр. обл. 03.41-06.41; ком. 1 стр. полка 4 див., Ленингр. фронт 06.41-09.41; на лечении в госпитале Воен.-мед. акад., Ленинград 09.41 −10.41; нач. ЭКО УНКВД Ленингр. обл. 10.41-05.12.42; зам. нач. УНКВД Молот, обл. 05.12.42-07.05.43; нач. УНКВД-УМВД Молот, обл. 07.05.43-27.04.48; нач. УМВД Челяб. обл. 27.04.48-09.10.52; нач. ОИТЛ и зам. нач. УМВД Куйбыш. обл. 03.12.52-16.05.53; нач. МПВО МВД, Куйбышев 16.05.53-02.03.54; уволен 02.03.54 по болезни.

### Звания
- 16.07.1942, майор государственной безопасности;[4]
- 14.02.1943, полковник государственной безопасности;
- 03.04.1944, комиссар государственной безопасности;
- 09.07.1945, генерал-майор[5].

### Награды
- два ордена Красного Знамени (27.09.1942, 21.05.1947)[3];
- орден Отечественной войны II степени (28.06.1945)[3];
- три ордена Красной звезды (в том числе 20.09.1943, 03.11.1944)[3];
- * Медали в том числе:
  - «За отвагу» (26.04.1940);
  - «За оборону Ленинграда»;
  - «За Победу над Германией в Великой Отечественной войне 1941—1945 гг.» (1945);
- знак «Заслуженный работник МВД» (02.11.1948)[3].